# 克羅斯納
克羅斯納（烏克蘭語：Кросна）是烏克蘭東北部的舊村，曾經由蘇梅州的科諾托普區負責管轄，處於葉祖奇河畔，分別距離阿紐季涅4.5公里和杜賓卡4公里，1982年人口90。